# Hradišťko (Dačice)
Hradišťko (německy Pastreich) je vesnice, část města Dačice v okrese Jindřichův Hradec v Jihočeském kraji. Leží 1,5 kilometru jižně od Dačic, v nadmořské výšce 477 metrů. Leží na levém svahu v údolí Moravské Dyje v jihovýchodní části Dačické sníženiny.

## Historie

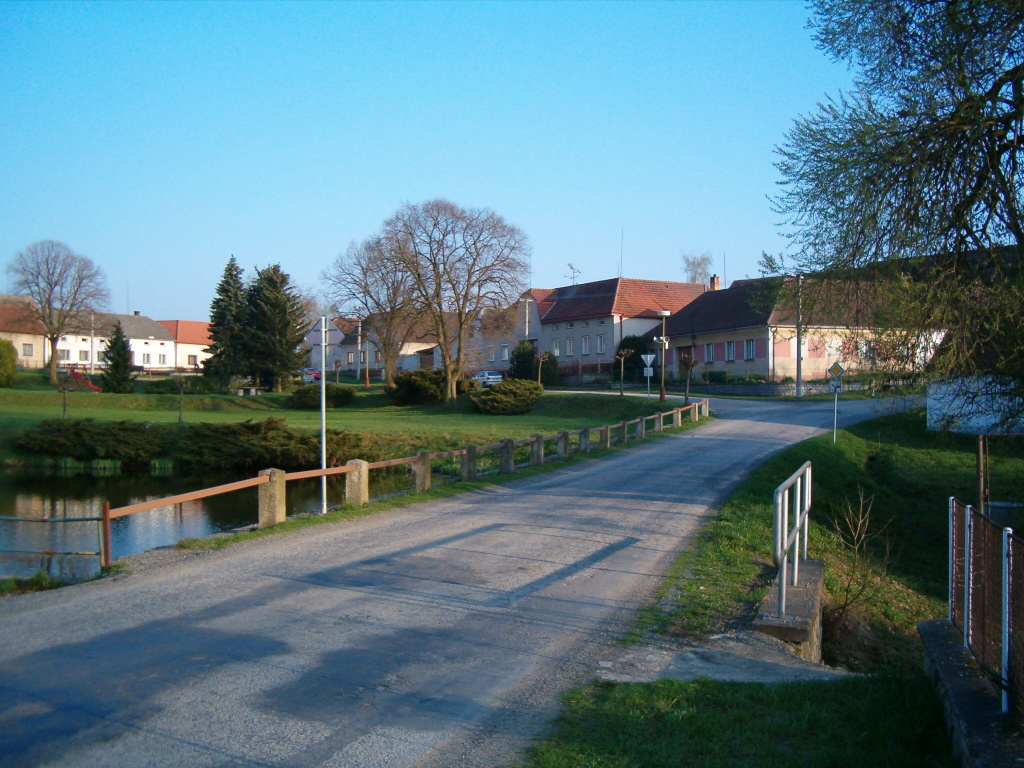
Hradišťko, náves

První písemná zmínka o vesnici pochází z roku 1349. Od roku 1610 byla ves součástí Dačického panství až do roku 1849, kdy skončila patrimoniální správa. Podle lánového rejstříku bylo ve vsi před třicetiletou válkou 13 usedlostí. V roce 1843 žilo v Hradištku 117 obyvatel ve 20 domech a 26 domácnostech. Desátky se odváděly panství Dačice na sobotní týdenní trhy se jezdilo do Dačic. V roce 1914 byla obec spojena silnicí s okresním městem Dačicemi. V katastru obce byly dva mlýny (Frelův a Hejbalův). Obec byla elektrifikována připojením na síť ZME Brno v roce 1930. Ve vesnici nikdy nebyla škola, děti navštěvují školu v Dačicích.

## Přírodní poměry
Západně od vesnice protéká řeka Moravská Dyje, jejíž niva zde je chráněna jako přírodní památka Moravská Dyje.

## Obyvatelstvo
| Rok            | 1869 | 1880 | 1890 | 1900 | 1910 | 1921 | 1930 | 1950 | 1961 | 1970 | 1980 | 1991 | 2001 | 2011 | 2021 |
| -------------- | ---- | ---- | ---- | ---- | ---- | ---- | ---- | ---- | ---- | ---- | ---- | ---- | ---- | ---- | ---- |
| Počet obyvatel | 104  | 123  | 113  | 126  | 114  | 107  | 96   | 79   | 96   | 82   | 68   | 74   | 77   | 118  | 89   |
| Počet domů     | 20   | 21   | 21   | 20   | 20   | 20   | 20   | 19   | 19   | 18   | 17   | 20   | 21   | 28   | 32   |

## Obecní správa
Při sčítání lidu v letech 1850–1960 Hradišťko bylo samostatnou obcí v okrese Dačice. V letech 1961–1976 bylo částí obce Chlumec v okrese Jindřichův Hradec. Od 30. dubna 1976 je částí města Dačice v okrese Jindřichův Hradec.

## Pamětihodnosti
- Tvrz, která stála pravděpodobně na úbočí spadajícím k Moravské Dyji zanikla koncem 14. století, nezachovaly se po ní žádné stopy.
- Pomník partyzána Augustina Mrkvy, padlého na samém konci války 1. května 1945, při pokusu o útok na německý vojenský vlak u mostu přes Dyji u Toužína.